# Wilhelm Petersen (Komponist)

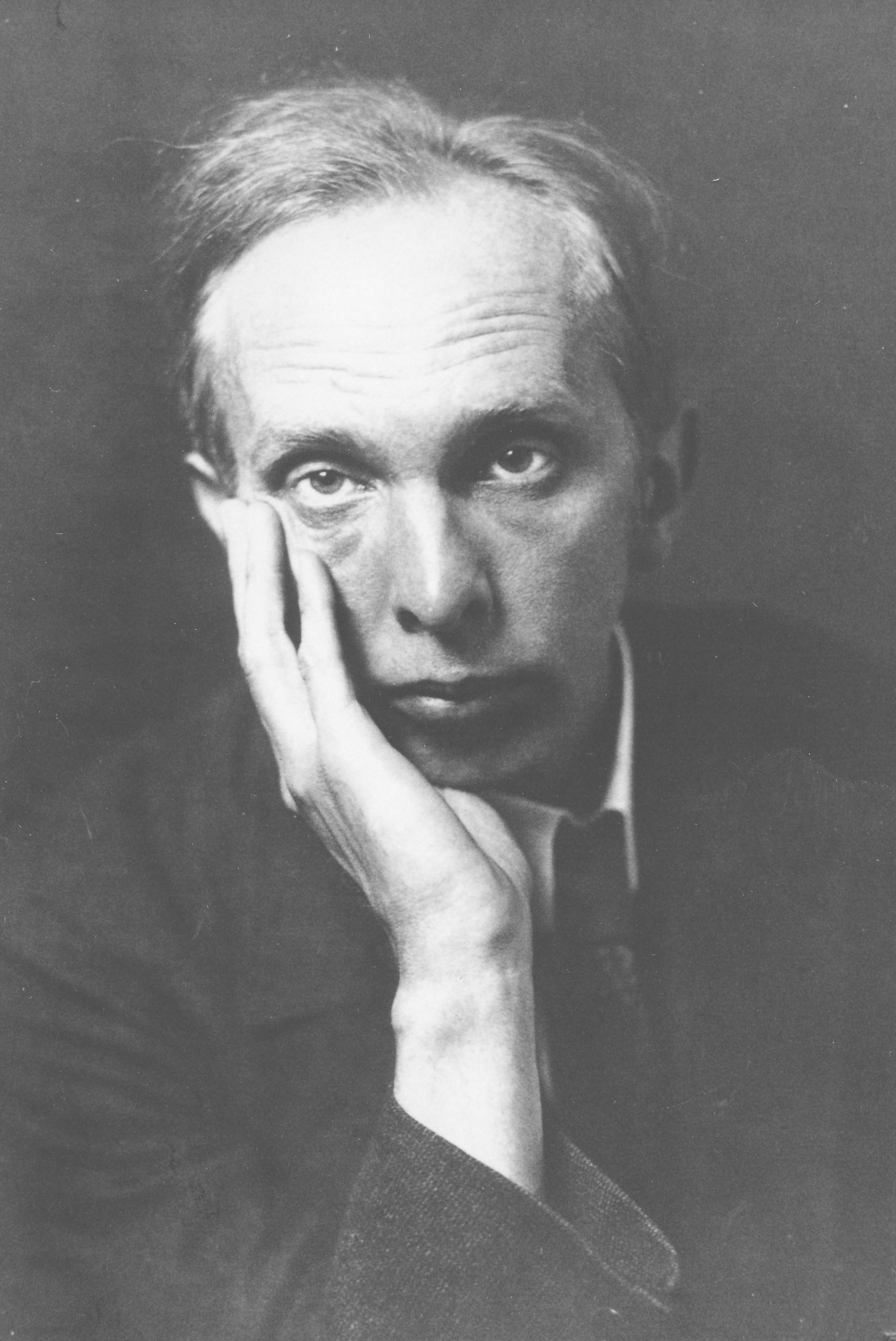
Wilhelm Petersen in den 1930er Jahren

Wilhelm Petersen (* 15. März 1890 in Athen; † 18. Dezember 1957 in Darmstadt) war ein deutscher Komponist. Sein Schaffen umfasst unter anderem fünf große Symphonien, ein Klavier- und ein Violinkonzert, eine Oper und eine Messe, aber auch zahlreiche Werke der Chor- und der Kammermusik sowie Lieder. Petersens Werke sind stilistisch vage an der Grenze von Spätromantik zu Moderne einzuordnen und zumeist in einer ihm eigenen tonalen Sprache verfasst.

## Leben
Wilhelm Petersen war das jüngste der fünf Kinder von Waldemar Petersen (Hofprediger beim griechischen König Georg I.) und seiner Ehefrau Theodore Petersen geb. Saggau (1855–1925). Alle fünf Kinder wurden während des Aufenthaltes des Ehepaares in Athen geboren. Bekannte ältere Brüder von Wilhelm sind der Professor für Elektrotechnik Waldemar Petersen und der NS-Politiker Hans Petersen.
Zur schulischen Ausbildung der fünf Kinder kehrte die Familie im Jahre 1891 zunächst nach Mainz zurück. Ab 1892 war der evangelische Pfarrer dann in der Stadtkirchengemeinde in Darmstadt tätig. Wilhelm besuchte wie seine Brüder das Ludwig-Georgs-Gymnasium in Darmstadt. Hier freundete er sich mit Karl Thylmann an. Petersen machte 1908 das Abitur. Bedingt durch den Wechsel nach Hessen war er von früher Kindheit an gesundheitlich angeschlagen und anfällig. Er entwickelte daher eine sehr enge Bindung zu seiner Mutter.
Der dichterisch Hochbegabte lebte während seines Studiums (1908–1911) in München im Dichterkreis um Stefan George, Karl Wolfskehl und Alexander von Bernus. Komposition studierte er bei Friedrich Klose und Rudolf Louis, Dirigieren bei Felix Mottl. 1911 heiratete er die zwölf Jahre ältere ehemalige Frau von Alexander von Bernus, die Schriftstellerin Adelheid von Sybel. Die Ehe blieb kinderlos.
Im November 1916 wurde der gesundheitlich zerbrechliche Petersen eingezogen und musste beim 87. Infanterieregiment in Wiesbaden seinen Militärdienst ableisten. Nach einem körperlichen Zusammenbruch im Sommer 1918 wurde er endgültig entlassen.
Nach dem Ersten Weltkrieg widmete sich Petersen in München zunächst musikschriftstellerischen Arbeiten, die er in Das Reich, einer der Anthroposophie nahestehenden Zeitschrift von Bernus, veröffentlichte. Petersen schrieb Rezensionen über das Münchner Konzertleben und verfasste Aufsätze mit sozial- und musikphilosophischer Thematik.
Die Uraufführung seiner I. Symphonie c-Moll op. 3 beim Tonkünstlerfest des Allgemeinen deutschen Musikvereins (ADMV) 1921 in Nürnberg wurde zum großen Erfolg. Die mit einiger Spannung erwartete Uraufführung seiner II. Symphonie Es-Dur op. 4 beim ADMV 1923 in Kassel konnte den Erfolg von 1921 nicht wiederholen.
Nachdem die Hyperinflation 1922 seine wirtschaftliche Existenz vernichtet hatte, übersiedelte der mittellose Petersen 1923 wieder nach Darmstadt und wohnte fortan im Haus der Eltern. Er wurde in dieser Zeit von seinen Eltern und von seinem älteren Bruder Waldemar Petersen finanziell unterstützt. Einen besonderen Verlust stellte der Tod der Mutter am 14. Juni 1925 dar.
Als Komponist wandte er sich der Kammermusik, dem Lied und dem A-cappella-Chor zu. Seine Werke fanden Anerkennung im regionalen Rahmen. 1926 erhielt er zudem den Georg-Büchner-Preis des Volksstaates Hessen.
1927 wurde Petersen Dozent an der Städtischen Akademie für Tonkunst in Darmstadt. In den folgenden Jahren widmete er sich der Komposition eines seiner Hauptwerke, der Großen Messe op. 27. Dieses Werk, 1930 in Darmstadt unter Karl Böhm uraufgeführt, wurde in Deutschland mehrere Male mit großem Erfolg gespielt – so 1935 im Opernhaus in Dresden erneut unter Böhm. Bruno Walter lernte die Messe im Alter kennen und war der Überzeugung, „dass die Originalität und die Bedeutendheit der musikalischen Sprache des Meisters [den Werken Petersens] schließlich den Platz in der Öffentlichkeit verschaffen wird, der ihnen zukommt.“
1935 erhielt Petersen eine Professur an der 1933 gegründeten Musikhochschule in Mannheim. Günstige Verlagsverhandlungen mit dem Verlag Simrock, der den Erwerb des Gesamtwerkes Petersens in Erwägung zog, wurden durch die Umstände der 1935 in Berlin stattfindenden Aufführung der III. Symphonie cis-Moll op. 30 zunichtegemacht. Während Petersens Symphonie von nazitreuen Kritikern verrissen wurde, lobten andere das Werk und wiesen auf die überaus erfolgreiche Uraufführung 1934 in Darmstadt hin. 1937 erfolgte ein Aufführungsverbot der Messe in Mannheim.
Petersen war – im Gegensatz zu seinen älteren Brüdern Waldemar Petersen und Hans Petersen – ein Gegner des NS-Regimes, obwohl er Mitglied im NSV (1934–1944) und in der Reichsmusikkammer (1933–1944) war. Zwar wird man ihn nicht einen Verfolgten des Regimes nennen können; er durfte lehren und seine Werke wurden immer wieder aufgeführt. 1937 und 1939 wurden seine Schüler von der Gestapo verhört. Er selbst wurde wegen der Nähe zur Anthroposophie 1941 verhört. Wilhelm Petersen hat sich nicht kompromittiert. Es gibt auch keine Werke von ihm, die er nach 1945 hätte schamvoll verschweigen müssen.
Das letzte bedeutende Ereignis in Petersens Leben war 1941 die erfolgreiche – in Deutschland weit beachtete – Uraufführung der Oper Der Goldne Topf nach E. T. A. Hoffmann in Darmstadt, zu der Petersen auch das Libretto geschrieben hatte. Von 1940 bis 1950 komponierte Petersen noch Kammermusik, Konzerte und Orchestersuiten, um 1950 als Komponist endgültig zu verstummen.
In dieser Zeit musste er auch eine Reihe von Schicksalsschlägen hinnehmen: 1940 verstarb der Vater nach jahrelangem Siechtum, am 11. September 1944 wurde das elterliche Haus beim Bombenangriff auf Darmstadt vollständig zerstört und im Februar 1946 verstarb der vermögende Bruder Waldemar, der ihn über Jahre finanziell unterstützt hatte. Resignation und Krankheit machten ihm ein Arbeiten unmöglich. So gab er auch nach zwei Jahren eine 1951 wieder aufgenommene stundenweise Tätigkeit an der Musikhochschule in Mannheim auf.
Am 18. Dezember 1957 verstarb Wilhelm Petersen in Darmstadt. Er wurde auf dem Alten Friedhof (Grabstelle: I Mauer 36a) begraben.

## Nachwirkung
15 Jahre nach Petersens Tod wurde 1972 die Wilhelm-Petersen-Gesellschaft e. V. in Darmstadt gegründet. Sie bildete sich aus Schülern Petersens sowie aus Musikern und Musikinteressierten. Die Gesellschaft fördert bis heute das Werk Petersens u. a. durch die Herausgabe von Noten und die Durchführung von Konzerten z. B. in der Akademie für Tonkunst Darmstadt.
Zum 100. Geburtstag Petersens wurde 1990 die „Große Messe“ op. 27 im Mainzer Dom unter Mathias Breitschaft aufgeführt und aufgenommen.
Nach eindeutiger Klärung der Verlagsrechte wurde das musikalische Gesamtwerk Wilhelm Petersens in mehreren Schritten im Jahre 2015 im traditionsreichen Robert Lienau Musikverlag (Teil der Verlagsgruppe Schott Music GmbH & Co. KG, Mainz) zusammengefasst.
Der große Konzertsaal der Akademie für Tonkunst Darmstadt wurde 2015 in „Wilhelm-Petersen-Saal“ umbenannt.
Die Weltersteinspielung von Petersens III. Symphonie cis-moll op. 30 von 1934 durch das hr-Sinfonieorchester Frankfurt unter der Leitung von Constantin Trinks erhielt 2023 die Auszeichnung Opus Klassik in der Kategorie Beste Sinfonische Einspielung. Petersens Komposition wie auch diese Einspielung wurden mehrfach positiv rezensiert, u. a. 2023 in einer Rundfunksendung von BR-Klassik.
Am 23. März 2025 fand im Leipziger Gewandhaus mit dem MDR-Sinfonieorchester die Uraufführung von Petersens Violinkonzert d-moll op. posth. 4 unter der Leitung von Constantin Trinks mit Linus Roth als Solist statt.

## Werke

### Vokalmusik

#### Chöre
- Bekenntnis (18. Jahrhundert) für 4–8stimmigen A-cappella-Chor op. posth. 11 (1924)
- Urworte. Orphisch von J. W. Goethe für A-cappella-Chor op. 21 (1927)
- Hymne für Chor und Orchester (frei nach dem Bekenntnis aus Des Knaben Wunderhorn) op. 25 (1927)
- Große Messe für Soli, Chor und Orchester op. 27 (1929)
- Fünf Gesänge nach alten Dichtungen für A-cappella-Chor op. 14 (1930)
- Vier A-cappella-Chöre nach Gedichten von Spervogel (12. Jahrhundert) op. 15 (1930)
- Sechs A-cappella-Chöre nach Gedichten von C. F. Meyer op. 16 (1930)
- Vier A-cappella-Chöre nach Gedichten von Morgenstern op. 17 (1930)
- Vier A-cappella-Chöre nach Gedichten aus Wegzehrung von Albert Steffen op. 18 (1930)
- Von edler Art Kantate nach alten Weisen für gemischten Chor und kleines Orchester op. 34 (1933/34)
- Vier geistliche Gesänge nach alten Melodien für gemischten Chor und kleines Orchester op. 35 (1933/34)
- An die Jugend der Welt für 3-stimmigen Chor, Klavier und kleines Orchester (Text von Maria Massa-Georgi) op. posth. 9 (nicht datierbar)

#### Lieder
- Drei Oden nach Klopstock für Bassbariton und Klavier op. 13 (1924)
- Sieben Lieder aus dem Siebenten Ring von Stefan George für mittlere Stimme und Klavier op. 19 (1925)
- Fünf Gesänge nach Hölderlin und George für mittlere Stimme und Klavier op. 20 (1926)
- Chinesisch-Deutsche Jahres- und Tageszeiten (Goethe) für mittlere Stimme und Klavier op. 23 (1927)
- Drei Barocklieder von Christian Weise und Paul Fleming für Gesang und Klavier op. 26 (1927)
- Fünf Lieder von Friedrich Hebbel op. 31 (1931/32)
- Sechs Lieder (Eichendorff) op. 32 (1931/32)
- Goethe-Lieder für hohe Stimme und Klavier op. 40 (1939)
- Vier Lieder (Christian Morgenstern) für hohe Stimme und Klavier op. 41 (1939)
- Der alte Garten 2. Folge der Eichendorff-Lieder für Gesang und Klavier op. 44 (1943–1945)
- Sechs Gesänge nach Texten von Claudius, Hölderlin, George, Lenau, Trakl für mittlere Stimme und Klavier op. 45
- Wunderhorn-Lieder für Singstimme und Klavier op. 12 (1943–1945)
- Lieder aus Shakespeares Dramen op. 46 (1946–1950)
- Drei Lieder für Gesang und Klavier nach Texten von Mombert, Hille und Mörike op. posth. 10 (nicht datierbar)

### Bühnenwerke
- Bühnenmusik „Der Tod des Empedokles“ (Hölderlin) op. 24 (1926)
- Bühnenmusik „Die Spürhunde“ (Sophokles) op. 28 [verloren] (1926)
- Musik zu Shakespeares Macbeth o. op. 1 (1926)
- Bühnenmusik „Die Vögel“ (Aristophanes) op. 29 (1928)
- Der Goldne Topf. Oper in drei Aufzügen – frei nach E. T. A. Hoffmann o. op. 2 (1938)

### Instrumentalwerke

#### Orchesterwerke und Konzerte
- Symphonische Fantasie für großes Orchester op. 1 (1913)
- Eine Trauermusik für großes Orchester op. 2 (1913)
- I. Symphonie c-Moll op. 3 (1916)
- II. Symphonie Es-Dur (über den Choral Christ ist erstanden) Ostersymphonie op. 4 (1922)
- Hymne nach Texten von Novalis für Sopran und Orchester op. 7 (1923) [verloren]
- Variationen für Streichorchester op. Posth. 12 (1924)
- III. Symphonie cis-Moll op. 30 (1931/32)
- IV. Symphonie D-Dur op. 33 (1931/32)
- Sinfonietta für Streichorchester G-Dur op. 5 (1933/34)
- Symphonische Variationen für Orchester op. 36 [verloren] (1935)[8]
- Thema, Verwandlungen und Fuge für großes Orchester op. 39 (1936)
- Musik für Orchester in zwei Sätzen o. op. 3 (1938)
- V. Symphonie d-Moll op. posth. 1 (1939)
- Metamorphosen für Klavier und Orchester op. posth. 2 (1942)
- Konzert für Violine und Orchester d-Moll op. posth. 4 (1943–1945)
- Suite in g-Moll für Orchester op. posth. 5 (1946–1950)
- Suite in C-Dur für Orchester op. posth. 6 (1946–1950)
- Suite in a-Moll für Orchester op. posth. 7 (1946–1950)
- Suite in d-Moll für Orchester op. posth. 8 (1946–1950)
- Konzert für Klavier und Orchester c-Moll op. posth. 3 (1946–1950)

#### Kammermusik
- I. Streichquartett op. 8 (1923)
- II. Streichquartett op. 10 (1924)
- Präludium und Fuge für Violine und Klavier op. 11 (1924)
- II. Sonate für Violine und Klavier h-Moll op. 22 (1927)
- Vier kleine Stücke für Violine und Klavier op. 37 (1935)
- Vier Miniaturen für Violine und Klavier op. 38 (1935)
- Klavierquartett c-Moll op. 42 (1942)
- III. Sonate für Violine und Klavier c-Moll op. 43 (1943–1945)
- I. Sonate für Violine und Klavier d-Moll op. 6 (1946)
- III. Streichquartett e-Moll op. 49 (1946–1950)

#### Klaviermusik
- Präludium für Klavier o. op. 4 (1924)
- Thema und Variationen für Klavier c-Moll op. 9 (1932)
- Suite für Klavier b-Moll op. 47 (1946–1950)
- Variationen über ein Lied des Königs Thibaut von Navarra (1201–1253) für Klavier op. 50 (1946–1950)
- Suite für Klavier d-Moll op. 51 (1946–1950)
- Miniaturen für Klavier op. 52 (1946–1950)
- Suite für Klavier c-Moll op. 53 (1946–1950)
- Thema und Variationen für Klavier d-Moll op. 48 (1946–1950)

### Publikationen (Auswahl)
- Träume und Rätsel. Darmstadt: Verlag Hohmann 1907.
- Der dunkle Reigen. An Karl Wolfskehl. München: Eigenverlag 1908.
- THIASOS. München: Eigenverlag 1909.
- Vier Gedichte. In: Das Reich 3. Jg. (1918) Buch 3, S. 359–360
- Aus den Städten. Darmstadt [Rezension]. In: Neue Musikzeitung 49. Jg. (1928) H. 21, S. 677–678

## Diskographie (Auswahl)
- III. Symphonie cis-Moll op. 30: hr-Sinfonieorchester Frankfurt, Constantin Trinks; CD Profil Hänssler 22069, 2022
- Sämtliche Werke für Violine & Klavier: Ingo de Haas, Violine; Matthias Gräff-Schestag, Klavier; 2 CDs Coviello COV 50906, 2009
- Lieder für Bariton und Klavier: op. 12 (Wunderhorn, Erstfassung), op. 12 (Wunderhorn, Endfassung), op. 13 (Klopstock), op. 45 (Claudius, Hölderlin, George, Lenau, Trakl), op. 46 (Shakespeare); Hans Christoph Begemann, Bariton, Matthias Gräff-Schestag, Klavier; CD Eigenart 10280, 2001
- Große Messe für 4 Solostimmen, Chor, Orchester und Orgel op. 27: Mainzer Domorchester, Domkantorei St. Martin; Dirigent: Mathias Breitschaft, Sopran: Mechthild Bach, Alt: Ulrike Belician, Tenor: Klaus Schneider, Bass: Friedemann Kunder, Orgel: Albert Schöneberger; CD Wergo WER 6213-2, 1992